# Lista nagród i nominacji Kayah
Lista nagród i nominacji Kayah – zestawienie nagród i nominacji otrzymanych przez polską piosenkarkę, autorkę tekstów, kompozytorkę, producentkę muzyczną, prezenterkę radiową i osobowość telewizyjną Kayah.
Według poniższej listy Kayah zdobyła łącznie 44 nagród ze 104 nominacji. Jest laureatką 8 Fryderyków, nagród muzycznych przyznawanych przez Związek Producentów Audio-Video, do których była nominowana 43-krotnie. Otrzymała także między innymi 7 Superjedynek, Paszport „Polityki”, Wiktora, MocArta i nagrodę aktorską na Festiwalu Polskich Wideoklipów Yach Film. Ponadto zdobyła wyróżnienia na Sopot Festivalu, TOPtrendy i Bałtyckim Festiwalu Piosenki. Była nominowana do Europejskiej Nagrody Muzycznej MTV, Eska Music Award, Telekamery i Złotych Dziobów.

## Lista
| Plebiscyt / festiwal                               | Rok  | Kategoria / nagroda                                | Nominowana twórczość / osoby                                 | Rezultat   | Źr.    |
| -------------------------------------------------- | ---- | -------------------------------------------------- | ------------------------------------------------------------ | ---------- | ------ |
| Bałtycki Festiwal Piosenki                         | 1988 | Nagroda specjalna                                  | „Córeczko chciałabym, żebyś była chłopcem”                   | Wygrana    | [ 1 ]  |
| Bałtycki Festiwal Piosenki                         | 1994 |                                                    | „Ja chcę ciebie”                                             | 2. miejsce | [ 1 ]  |
| Eska Music Awards                                  | 2004 | Artystka roku Polska                               | Kayah                                                        | Nominacja  | [ 2 ]  |
| Europejskie Nagrody Muzyczne MTV                   | 2000 | Najlepszy polski wykonawca                         | Kayah                                                        | Nominacja  | [ 3 ]  |
| Fryderyki                                          | 1996 | Wokalistka roku                                    | Kayah                                                        | Wygrana    | [ 4 ]  |
| Fryderyki                                          | 1996 | Album roku – pop                                   | Kamień                                                       | Nominacja  | [ 4 ]  |
| Fryderyki                                          | 1997 | Wokalistka roku                                    | Kayah                                                        | Nominacja  | [ 5 ]  |
| Fryderyki                                          | 1998 | Wokalistka roku                                    | Kayah                                                        | Wygrana    | [ 6 ]  |
| Fryderyki                                          | 1998 | Kompozytor roku                                    | Kayah                                                        | Wygrana    | [ 6 ]  |
| Fryderyki                                          | 1998 | Autor roku                                         | Kayah                                                        | Wygrana    | [ 6 ]  |
| Fryderyki                                          | 1998 | Piosenka roku                                      | „Na językach”                                                | Nominacja  | [ 6 ]  |
| Fryderyki                                          | 1998 | Teledysk roku                                      | „Na językach”                                                | Nominacja  | [ 6 ]  |
| Fryderyki                                          | 1998 | Piosenka roku                                      | „Supermenka”                                                 | Nominacja  | [ 6 ]  |
| Fryderyki                                          | 1998 | Teledysk roku                                      | „Supermenka”                                                 | Nominacja  | [ 6 ]  |
| Fryderyki                                          | 1998 | Album roku – pop                                   | Zebra                                                        | Wygrana    | [ 6 ]  |
| Fryderyki                                          | 2000 | Wokalistka roku                                    | Kayah                                                        | Wygrana    | [ 7 ]  |
| Fryderyki                                          | 2000 | Autor roku                                         | Kayah                                                        | Nominacja  | [ 7 ]  |
| Fryderyki                                          | 2000 | Piosenka roku                                      | „Prawy do lewego”                                            | Nominacja  | [ 7 ]  |
| Fryderyki                                          | 2000 | Teledysk roku                                      | „Prawy do lewego”                                            | Wygrana    | [ 7 ]  |
| Fryderyki                                          | 2000 | Album roku – pop                                   | Kayah i Bregović                                             | Wygrana    | [ 7 ]  |
| Fryderyki                                          | 2001 | Wokalistka roku                                    | Kayah                                                        | Nominacja  | [ 8 ]  |
| Fryderyki                                          | 2001 | Kompozytor roku                                    | Kayah                                                        | Nominacja  | [ 8 ]  |
| Fryderyki                                          | 2001 | Autor roku                                         | Kayah                                                        | Nominacja  | [ 8 ]  |
| Fryderyki                                          | 2001 | Album roku – pop                                   | JakaJaKayah                                                  | Nominacja  | [ 8 ]  |
| Fryderyki                                          | 2001 | Teledysk roku                                      | „JakaJaKayah”                                                | Nominacja  | [ 8 ]  |
| Fryderyki                                          | 2002 | Piosenka roku                                      | „Embarcação”                                                 | Nominacja  | [ 9 ]  |
| Fryderyki                                          | 2002 | Teledysk roku                                      | „Embarcação”                                                 | Nominacja  | [ 9 ]  |
| Fryderyki                                          | 2004 | Wokalistka roku                                    | Kayah                                                        | Nominacja  | [ 10 ] |
| Fryderyki                                          | 2004 | Kompozytor roku                                    | Kayah                                                        | Nominacja  | [ 10 ] |
| Fryderyki                                          | 2004 | Autor roku                                         | Kayah                                                        | Nominacja  | [ 10 ] |
| Fryderyki                                          | 2004 | Piosenka roku                                      | „Testosteron”                                                | Nominacja  | [ 10 ] |
| Fryderyki                                          | 2004 | Videoclip roku                                     | „Testosteron”                                                | Nominacja  | [ 10 ] |
| Fryderyki                                          | 2004 | Produkcja muzyczna roku                            | „Testosteron”                                                | Nominacja  | [ 10 ] |
| Fryderyki                                          | 2004 | Album roku pop                                     | Stereo typ                                                   | Nominacja  | [ 10 ] |
| Fryderyki                                          | 2005 | Wokalistka roku                                    | Kayah                                                        | Nominacja  | [ 11 ] |
| Fryderyki                                          | 2006 | Autor roku                                         | Kayah                                                        | Nominacja  | [ 12 ] |
| Fryderyki                                          | 2010 | Wokalistka roku                                    | Kayah                                                        | Nominacja  | [ 13 ] |
| Fryderyki                                          | 2010 | Autor roku                                         | Kayah                                                        | Nominacja  | [ 13 ] |
| Fryderyki                                          | 2010 | Album roku pop                                     | Skała                                                        | Nominacja  | [ 13 ] |
| Fryderyki                                          | 2010 | Wydawnictwo specjalne – najlepsza oprawa graficzna | Skała                                                        | Nominacja  | [ 13 ] |
| Fryderyki                                          | 2011 | Wokalistka roku                                    | Kayah                                                        | Nominacja  | [ 14 ] |
| Fryderyki                                          | 2014 | Artysta roku                                       | Kayah                                                        | Nominacja  | [ 15 ] |
| Fryderyki                                          | 2014 | Album roku                                         | Transoriental Orchestra                                      | Nominacja  | [ 15 ] |
| Fryderyki                                          | 2019 | Album roku folk / muzyka świata                    | Tischner. Mocna nuta                                         | Nominacja  | [ 16 ] |
| Fryderyki                                          | 2021 | Kompozytor roku                                    | Kayah, Lanberry, Dominic Buczkowski-Wojtaszek i Patryk Kumór | Nominacja  | [ 17 ] |
| Fryderyki                                          | 2021 | Autor roku                                         | Kayah, Lanberry, Dominic Buczkowski-Wojtaszek i Patryk Kumór | Nominacja  | [ 17 ] |
| Fryderyki                                          | 2024 | Utwór roku                                         | „Jesień – tańcuj”                                            | Nominacja  | [ 18 ] |
| Gwiazdy Plejady                                    | 2025 | Duet roku                                          | Kayah i Dawid Kwiatkowski                                    | Wygrana    | [ 19 ] |
| Kobieta Biznesu                                    | 2022 | Biznes & kultura                                   | Kayah                                                        | Wygrana    | [ 20 ] |
| Kobieta Roku Glamour                               | 2007 | Kreatywna w biznesie                               | Kayah                                                        | Wygrana    | [ 21 ] |
| Kobieta Roku Glamour                               | 2007 | Kobieta Glamour                                    | Kayah                                                        | Nominacja  | [ 21 ] |
| Kobieta Roku Glamour                               | 2010 | Piosenkarka                                        | Kayah                                                        | Nominacja  | [ 22 ] |
| Kobieta Roku Glamour                               | 2021 | Ikona                                              | Kayah                                                        | Wygrana    | [ 23 ] |
| Machinery                                          | 1998 | Album                                              | Zebra                                                        | Wygrana    | [ 24 ] |
| Machinery                                          | 1998 | Przebój                                            | „Na językach”                                                | Nominacja  | [ 24 ] |
| Machinery                                          | 1998 | Przebój                                            | „Supermenka”                                                 | Nominacja  | [ 24 ] |
| Machinery                                          | 1998 | Teledysk                                           | „Na językach”                                                | Nominacja  | [ 24 ] |
| Machinery                                          | 1998 | Teledysk                                           | „Supermenka”                                                 | Nominacja  | [ 24 ] |
| MocArty                                            | 2018 | Nagroda specjalna                                  | Kayah                                                        | Wygrana    | [ 25 ] |
| Nagroda Artystyczna Prezydenta Miasta Białegostoku | 2021 |                                                    | Kayah                                                        | Wygrana    | [ 26 ] |
| Paszporty „Polityki”                               | 1994 | Estrada                                            | Kayah                                                        | Nominacja  | [ 27 ] |
| Paszporty „Polityki”                               | 1996 | Estrada                                            | Kayah                                                        | Nominacja  | [ 27 ] |
| Paszporty „Polityki”                               | 1998 | Estrada                                            | Kayah                                                        | Wygrana    | [ 27 ] |
| PL Music Video Awards                              | 2018 | Pop                                                | „Chwytaj dzień” (z Zbigniewem Wodeckim)                      | Nominacja  | [ 28 ] |
| PL Music Video Awards                              | 2021 | Alternatywa                                        | „Czarna niedziela”                                           | Nominacja  | [ 29 ] |
| PlayBox                                            | 1996 | Złota dziesiątka                                   | „Fleciki”                                                    | Wygrana    | [ 1 ]  |
| PlayBox                                            | 1997 | Wokalistka roku                                    | Kayah                                                        | Wygrana    | [ 30 ] |
| PlayBox                                            | 1998 | Złota dziesiątka                                   | „Na językach”                                                | 6. miejsce | [ 30 ] |
| PlayBox                                            | 1998 | Złota dziesiątka                                   | „Supermenka”                                                 | 7. miejsce | [ 30 ] |
| PlayBox                                            | 2000 | Złota dziesiątka                                   | „Śpij kochanie, śpij”                                        | 1. miejsce | [ 30 ] |
| PlayBox                                            | 2000 | Złota dziesiątka                                   | „Prawy do lewego”                                            | 2. miejsce | [ 30 ] |
| Polsat Hit Festiwal                                | 2025 | Nagroda Supermenki                                 | Kayah                                                        | Wygrana    | [ 31 ] |
| Prometeusze                                        | 2004 | Prometeusz 2003                                    | Kayah                                                        | Wygrana    | [ 32 ] |
| Radio Eska                                         | 2000 | Indywidualność medialna roku                       | Kayah                                                        | Wygrana    | [ 1 ]  |
| Róże Gali                                          | 2005 | Piękni dziś                                        | Kayah                                                        | Nominacja  | [ 33 ] |
| Róże Gali                                          | 2006 | Piękni zawsze                                      | Kayah                                                        | Nominacja  | [ 34 ] |
| Róże Gali                                          | 2014 | Muzyka                                             | Transoriental Orchestra                                      | Nominacja  | [ 35 ] |
| Róże Gali                                          | 2017 | Muzyka                                             | „Po co”                                                      | Wygrana    | [ 36 ] |
| Sopot Festival                                     | 1993 | Bursztynowy Słowik                                 | „Jak liść”                                                   | 2. miejsce | [ 37 ] |
| Sopot Festival                                     | 1993 | Nagroda British Airways                            | „Jak liść”                                                   | Wygrana    | [ 37 ] |
| Sopot Festival                                     | 2007 | Złoty Słowik                                       | Kayah                                                        | Wygrana    | [ 1 ]  |
| Srebrne Jabłka                                     | 2000 | Srebrne Jabłko ’99                                 | Kayah i Rinke Rooyens                                        | Wygrana    | [ 38 ] |
| ShEO Awards                                        | 2022 | Promotorka kultury                                 | Kayah                                                        | Wygrana    | [ 39 ] |
| Superjedynki                                       | 2000 | Najlepsza wokalistka                               | Kayah                                                        | Wygrana    | [ 40 ] |
| Superjedynki                                       | 2000 | Przebój roku                                       | „Śpij kochanie, śpij”                                        | Wygrana    | [ 40 ] |
| Superjedynki                                       | 2000 | Najlepsza płyta                                    | Kayah i Bregović                                             | Wygrana    | [ 40 ] |
| Superjedynki                                       | 2000 | Najlepszy teledysk                                 | „Prawy do lewego”                                            | Wygrana    | [ 40 ] |
| Superjedynki                                       | 2004 | Teledysk roku                                      | „Testosteron”                                                | Wygrana    | [ 41 ] |
| Superjedynki                                       | 2005 | Przebój                                            | „Prócz ciebie, nic”                                          | Wygrana    | [ 42 ] |
| Superjedynki                                       | 2009 | Supersuperjedynka                                  | Kayah                                                        | Wygrana    | [ 43 ] |
| Superjedynki                                       | 2012 | SuperArtystka                                      | Kayah                                                        | Nominacja  | [ 44 ] |
| Superjedynki                                       | 2012 | SuperPrzebój                                       | „Za późno”                                                   | Nominacja  | [ 44 ] |
| Telekamery                                         | 2012 | Juror                                              | The Voice of Poland                                          | 2. miejsce | [ 45 ] |
| Telewizja Polska                                   | 1997 | Indywidualność Roku ’96                            | Kayah                                                        | Wygrana    | [ 24 ] |
| Telewizja Polska                                   | 2024 | Nagroda TVP Polonia dla artysty bez granic         | Kayah                                                        | Wygrana    | [ 46 ] |
| TOPtrendy                                          | 2004 | Top                                                | Stereo typ                                                   | 8. miejsce | [ 47 ] |
| TOPtrendy                                          | 2010 | Top                                                | Skała                                                        | 5. miejsce | [ 48 ] |
| Viva! Najpiękniejsi                                | 2008 |                                                    | Kayah                                                        | Nominacja  | [ 49 ] |
| Wiktory                                            | 2000 | Piosenkarz roku                                    | Kayah                                                        | Wygrana    | [ 50 ] |
| Wiktory                                            | 2004 | Piosenkarz lub artysta estrady                     | Kayah                                                        | Nominacja  | [ 51 ] |
| Wiktory                                            | 2009 | Gwiazda piosenki i estrady                         | Kayah                                                        | Nominacja  | [ 52 ] |
| Yach Film                                          | 2000 | Kreacja aktorska                                   | „JakaJaKayah”                                                | Wygrana    | [ 53 ] |
| Złote Dzioby                                       | 2005 | Przebój roku                                       | „Prócz ciebie, nic”                                          | Nominacja  | [ 54 ] |
| Złote Dzioby                                       | 2010 | Wokalistka roku                                    | Kayah                                                        | Nominacja  | [ 55 ] |